# Тучак
Тучак (лат. pistillum) је део цвета скривеносеменица, изграђен од једног или више сраслих оплодних листића (карпела), у чијој унутрашњости се налази шупљина са семеним замецима. Функција тучка је да заштити семене заметке од разних спољашњих утицаја, у првом реду исушивања. У цвету, тучак или тучкови (тј. сви оплодни листићи) су организовани у женски део цвета — гинецеум (лат. gynoeceum).
Термин тучак и у латинском и у српском језику настао је по морфолошкој аналогији са предметом за уситњавање, тучком, који се користи уз аван. Поједини ботаничари сматрају овај термин сувишним, јер се често изједначава са значењем термина карпела (оплодни листић), а у појединим случајевима одговара и читавом гинецеуму. Најчешће се, зато, говори о гинецеуму који је изграђен из одређеног броја карпела, а термин тучак се изоставља. У литератури на српском језику коришћење термина тучак је учестало.

## Грађа тучка
Код већине биљака, на тучку се могу разликовати три дела:
- жиг;
- стубић (лат. stylus);
- плодник (лат. ovarium, germen).

Жиг се налази на врху тучка и често је храпав или лепљив, да би се за њега лако залепила поленова зрна. На жигу се налази течност са биљним хормонима, која индукују клијање поленових зрна у поленову цев. Жиг је нарочито развијен код цветова анемофилних биљака (које се опрашују ветром, нпр. траве или буква).
Жиг се наниже сужава у стубић кроз који пролази поленова цев на путу до плодника. Стубић се код неких цветова може активно савијати и постављати жиг у најповољнији положај за опрашивање. Ткиво стубића најчешће је омекшало и ослузавело, а служи за исхрану поленових цеви за време њиховог раста ка семеним замецима. Иако од сваке карпеле настаје један стубић, у цветовима са више карпела они могу срастати у један, заједнички стубић. Поједини цветови не поседују стубић, па се жиг у виду траке или шава налази директно на плоднику (појава звана астилија).
Плодник је доњи, проширени (надувени) део тучка у коме су смештени семени замеци и у коме се одвија оплођење.

## Типови гинецеума/цветова
Према броју оплодних листића који граде цвет разликују се две основне врсте гинецеума (или цветова):
1. монокарпни — који садрже један оплодни листић у оквиру једног тучка; и
2. поликарпни — који садрже више оплодних листића; могу бити:
апокарпни, када су изграђени од више несраслих тучкова; и
ценокарпни, када су изграђени од сраслих тучкова; они се, у зависности од степена срастања, деле на:
синкарпне,
паракарпне и
лизикарпне гинецеуме.

У зависности од положаја плодника према осталим деловима цвета, разликују се:
- хипогини цветови, са натцветним плодником;
- перигини цветови, у којима се налази сретцветан плодник; и
- епигини цветови, у којима је присутан потцветан плодник.

Натцветним плодником називамо онај који се налази изнад осталих делова цвета, нарочито цветне ложе и перијанта. Натцветне плоднике имају типски цветови скривеносеменица, између осталих булке, дувана, лана. Сретцветан плодник опкољава издубљена цветна ложа која не сраста са зидом плодника, а у истом нивоу се на цветној оси налазе перијант и плодник. сретцветне плоднике срећемо у цветовима трешње или руже, на пример. Потцветан плодник је опкољен издубљеном цветном ложом која сраста са њиме, тако да су остали цветни делови причвршћени за цветну осу изнад плодника. Потцветне плоднике поседују сунцокрет, перуника и др.

## Настанак и развиће тучка
Тучак настаје савијањем карпеле, тако да се њени ободи приближавају и уздужно (адаксијално) срастају. Линија срастања обода карпеле назива се трбушни (вентрални) шав. На супротној страни тучка налази се средњи нерв карпеле, који се назива леђни (дорзални) шав. Приликом савијања, епидермис лица листа (карпеле) се налази на унутрашњој, а епидерм наличја на спољашњој страни тучка.
Онтогенетско развиће гинецеума, као дела цветног изданка, код већине скривеносеменица је под утицајем продуката регулаторних MADS-box гена из класе C (нпр. гена agamous).

## Еволуција тучка[2]
Карпеле, а самим тим и тучак, су структуре хомологне мегаспорофилима семених папрати и голосеменица. Карпеле првобитних скривеносеменица су биле крупне, листолике, са великим бројем семених заметака (ситуација присутна и код савремених примитивних група), и са непотпуним срастањем. Током еволуције, дошло је најпре до потпуног срастања обода карпеле у тучак, а потом и до еволуционог тренда смањивања броја карпела и њиховог срастања у један, ценокарпни тучак. Паралелно, дошло је и до смањивања броја проводних снопића у карпели са три на један.